# Tunisie aux Jeux paralympiques
La présence de la Tunisie aux Jeux paralympiques remonte aux Jeux paralympiques d'été de 1988 organisés à Séoul. Elle est représentée cette année-là par un seul athlète, Monaam Elabed, qui remporte deux médailles de bronze. Depuis, les délégations tunisiennes ont participé à chaque édition des Jeux paralympiques d'été, la Tunisie n'ayant jamais participé aux Jeux paralympiques d'hiver.

## Tableau des médailles
| Jeux | Médaille d'or, Jeux olympiques | Médaille d'argent, Jeux olympiques | Médaille de bronze, Jeux olympiques | Total | Rang |
| ---- | ------------------------------ | ---------------------------------- | ----------------------------------- | ----- | ---- |
| 1988 | 0                              | 0                                  | 2                                   | 2     | 47e  |
| 1992 | 0                              | 0                                  | 0                                   | 0     | ?    |
| 1996 | 0                              | 2                                  | 0                                   | 2     | 54e  |
| 2000 | 6                              | 4                                  | 1                                   | 11    | 27e  |
| 2004 | 8                              | 7                                  | 3                                   | 18    | 22e  |
| 2008 | 9                              | 9                                  | 3                                   | 21    | 15e  |
| 2012 | 9                              | 5                                  | 5                                   | 19    | 14e  |
| 2016 | 7                              | 6                                  | 6                                   | 19    | 21e  |
| 2020 | 4                              | 5                                  | 2                                   | 11    | 28e  |
| 2024 | 5                              | 3                                  | 3                                   | 11    | 27e  |

L'athlétisme est la seule discipline dans laquelle la Tunisie a concouru et obtenu des médailles durant les Jeux paralympiques.